# Generation on the Wind
Pour plus de détails, voir Fiche technique et Distribution.
Generation on the Wind est un film américain réalisé par David Vassar, sorti en 1979.

## Synopsis
Un groupe d'ingénieurs, de militants écologistes et d'artistes construisent la plus grande éolienne au monde.

## Fiche technique
- Titre : Generation on the Wind
- Réalisation : David Vassar
- Scénario :
- Musique : Richard Reiter
- Photographie :
- Montage :
- Production : David Vassar
- Société de production : Public Broadcasting Service
- Pays :  États-Unis
- Genre : Documentaire
- Durée : 58 minutes
- Dates de sortie : 
  -  États-Unis : octobre 1979 (Festival international du film de Chicago)

## Distinctions
Le film a été nommé à l'Oscar du meilleur film documentaire.